# Casimir Rembert Kowalski
Casimir Rembert Kowalski OFM (ur. 23 grudnia 1884 w Calumet, zm. 27 listopada 1970 w Cincinnati) – amerykański duchowny katolicki polskiego pochodzenia, franciszkanin, misjonarz, biskup.

## Biografia
Urodził się w Calumet w Stanach Zjednoczonych. 22 czerwca 1911 przyjął święcenia kapłańskie.
24 listopada 1941 papież Pius XII mianował go wikariuszem apostolskim Wuchangu w Chinach. Sakry biskupiej udzielił mu 11 stycznia 1942 w Wuchangu wikariusz apostolski Hankou Eugenio Massi OFM. Współkonsekratorem był wikariusz apostolski Hanyangu Edward John Galvin SSCME.
Podczas okupacji japońskiej w czasie II wojny światowej Japończycy umieścili go w areszcie domowym.
11 kwietnia 1946 rządzony przez niego wikariat apostolski został podniesiony do rangi diecezji. W 1948 brał udział jako współkonsekrator w sakrze biskupa Qichunu Orazio Ferrucio Ceóla OFM.
Bp Casimir Rembert Kowalski OFM został aresztowany przez komunistów w grudniu 1948. Jego sytuację pogarszał fakt posiadania przez niego amerykańskiego obywatelstwa. Komunistyczny reżim oskarżył go o spowodowanie śmierci 16 000 dzieci. Ostatecznie w 1951 został wydalony z komunistycznych Chin. Urząd biskupa Wuchangu de iure sprawował do śmierci, nie mogąc jednak nigdy powrócić do diecezji, ani nie mając w niej realnej władzy.
Brał udział jako ojciec soborowy w soborze watykańskim II. Zmarł 27 listopada 1970 w Cincinnati w Stanach Zjednoczonych.